# Trilogie de Max le Menteur
La trilogie de Max le Menteur est un ensemble de trois romans policiers d'Albert Simonin, dont chacun a fait l'objet d'une adaptation cinématographique et qui ont été écrits dans une langue très argotique.
Elle comprend :
- Touchez pas au grisbi ! (1953), adapté au cinéma sous le même titre en 1954 ;
- Le cave se rebiffe (1954), adapté au cinéma sous le même titre en 1961 ;
- Grisbi or not grisbi (1955), adapté au cinéma sous le titre Les Tontons flingueurs en 1963.

## Description
Le titre vient du personnage central de la trilogie, un truand vieillissant prénommé Max. Pur Parisien, homme de poids dans le Milieu, Max a environ cinquante ans à l’époque de Touchez pas au grisbi ! Son année de naissance n’est pas précisée mais se situe sans doute vers 1901-03. Son père est boulanger mais rien n’est connu de sa mère ou d’éventuels frères et sœurs. Il grandit à Belleville, fréquentant notamment l’école communale de la rue Fessart. On le retrouve jeune demi-sel vers 1921-22 à escroquer le chaland dans des jeux de dés truqués. Par la suite, il fait un temps dans la contrebande et développe un lien quasi-filial avec La Glisse, un truand âgé et cultivé qui parfait son éducation.
En 1938, il est suffisamment établi dans le Milieu pour se voir proposer une participation dans une maison de tolérance au Havre. Il refuse l’affaire pour aider un ami dans le besoin à se refaire par un braquage, passant ainsi à côté d’une fortune. Le braquage tourne mal, Max doit fuir la France pendant plus d’un an et rentre quasiment ruiné. Il est mobilisé en 1939 et vit sous l’uniforme la débâcle de mai-juin 1940. Vers 1943, il purge une peine (qui n’est pas la première) de dix-huit mois de prison à Fontevraud pour un motif non précisé. Par la suite, les « affaires » de Max prospèrent au point qu’on le retrouve au début de la trilogie propriétaire de son appartement dans un immeuble cossu de l’Est parisien, d’un studio porte de Champerret, d’une Ford Vedette, et de réserves financières qui lui offrent un train de vie aisé et la perspective d’une retraite à l’abri du besoin.
Deux traits marquants de Max sont sa fidélité en amitié et son adhérence intransigeante aux codes du Milieu. D’un naturel robuste, il ne rechigne pas à la bagarre ni au coup de feu sans pour autant rechercher systématiquement les ennuis. Portant bien, soucieux de son apparence, il jouit d’un succès certain auprès des femmes mais on ne lui connaît pas de « régulière » à l’exception de Georgina, son seul vrai amour, qui lui a été ravie avant-guerre par un truand rival.
Les trois adaptations cinématographiques, si elles respectent la trame des romans de Simonin (le butin du vol d'une cargaison d'or volée, disputée entre Max et Angelo après une trahison pour Touchez pas au Grisbi, une plongée dans la fausse-monnaie avec un graveur qui ne va pas se montrer si « cave » que prévu pour Le Cave se rebiffe, la lutte avec les frères Volfoni pour la succession du Mexicain qui a confié ses affaires à Max pour Les Tontons flingueurs), sont tournées sur des tons différents. Très fidèle à l'ambiance « roman noir » pour le premier film, comédies truffées de répliques argotiques et truculentes pour les deux autres films, où d'ailleurs, le personnage de Max disparaît. 